# Río Shebonya
Der Río Shebonya ist ein linker Nebenfluss des Río Pachitea im äußersten Nordosten der peruanischen Region Huánuco in Südamerika.
Sein Wasser gelangt über die Mündung in den Río Pachitea weiter zum Río Ucayali und so zum Amazonas. Bekannt wurde der Río Shebonya durch Juliane Koepcke, die 1971 als Passagier von LANSA-Flug 508 nach dem Absturz zu Fuß den Río Shebonya erreichte, dort auf Menschen traf und gerettet wurde.

## Flusslauf
Der Río Shebonya fließt zuerst in nordöstlicher, dann in östlicher Richtung durch den tiefliegenden Teil der peruanischen Selva, die Omagua. Von der Quelle zur Mündung überbrückt er eine Distanz von 40 km Luftlinie. 10 km vor der Mündung kreuzt er die Nationalstraße N5, ansonsten führt er durch unberührten Regenwald. Er liegt auf einer durchschnittlichen Höhe von 190 m und hat im Durchschnitt eine Breite von 25,5 m und Tiefe von 2 m.